# Tomba Regolini-Galassi

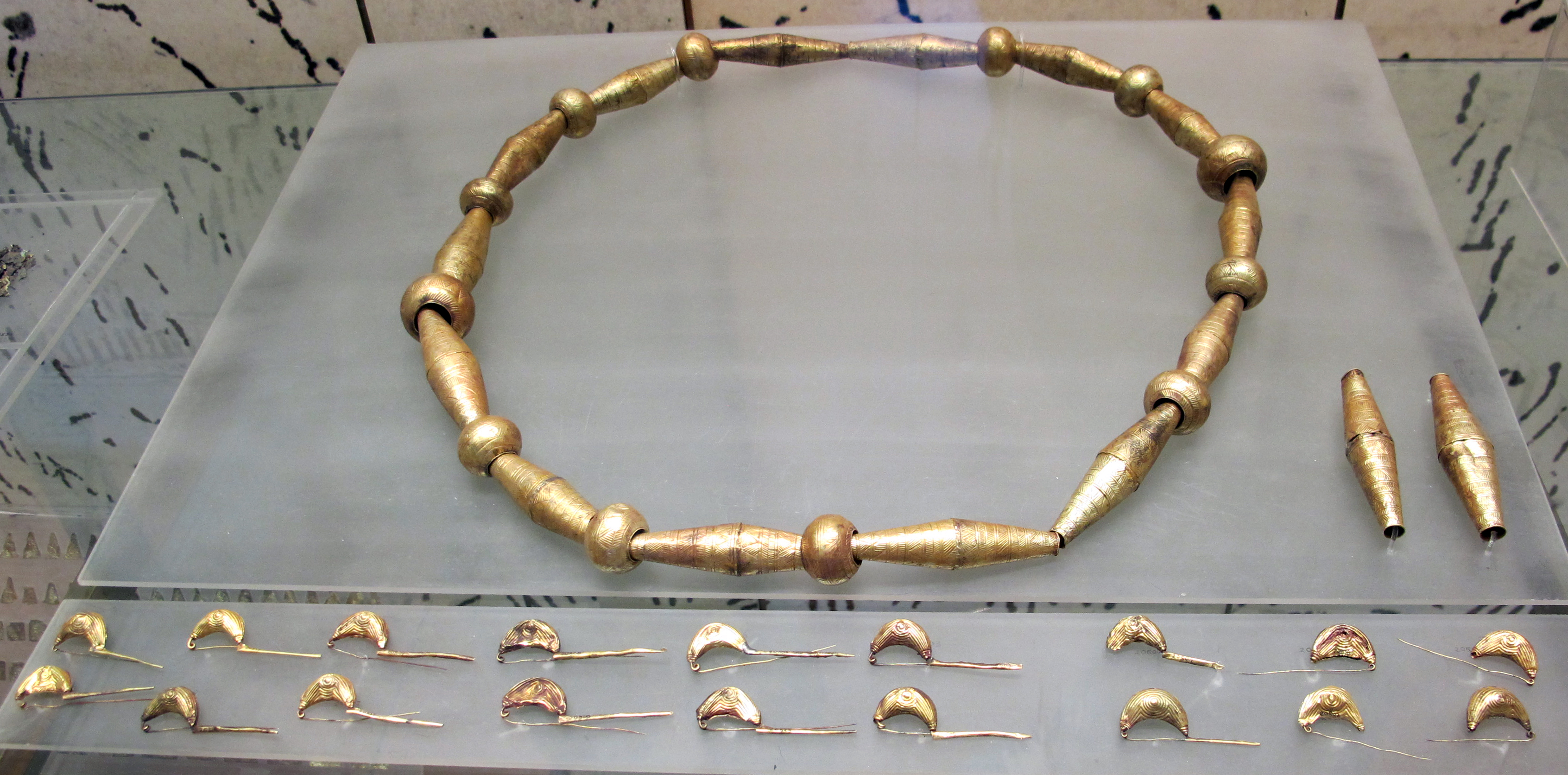
Collana rinvenuta nella tomba Regolini-Galassi, 675-650 a.C

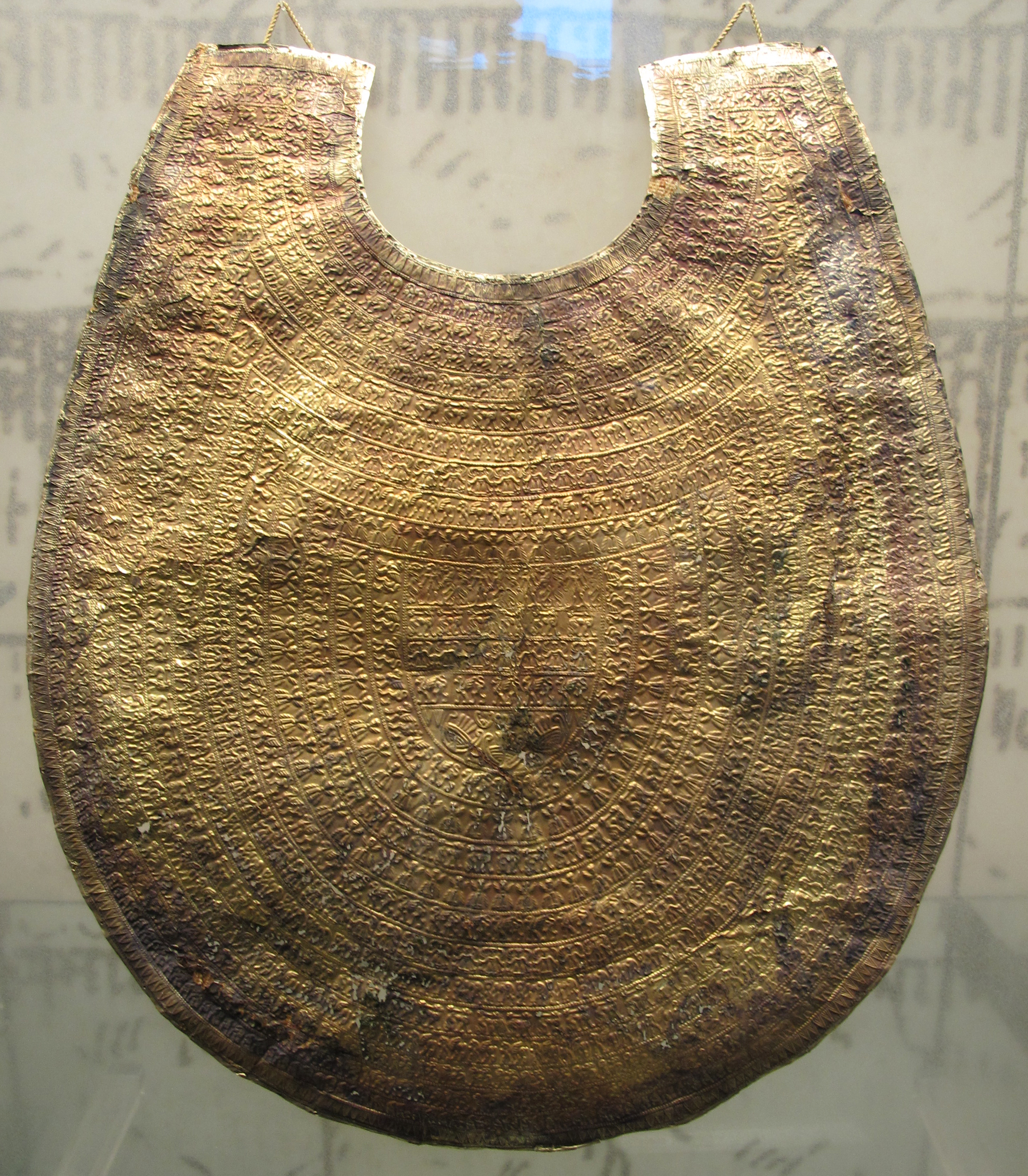
Pettorale in oro dalla tomba Regolini-Galassi, ca. 650 a.C

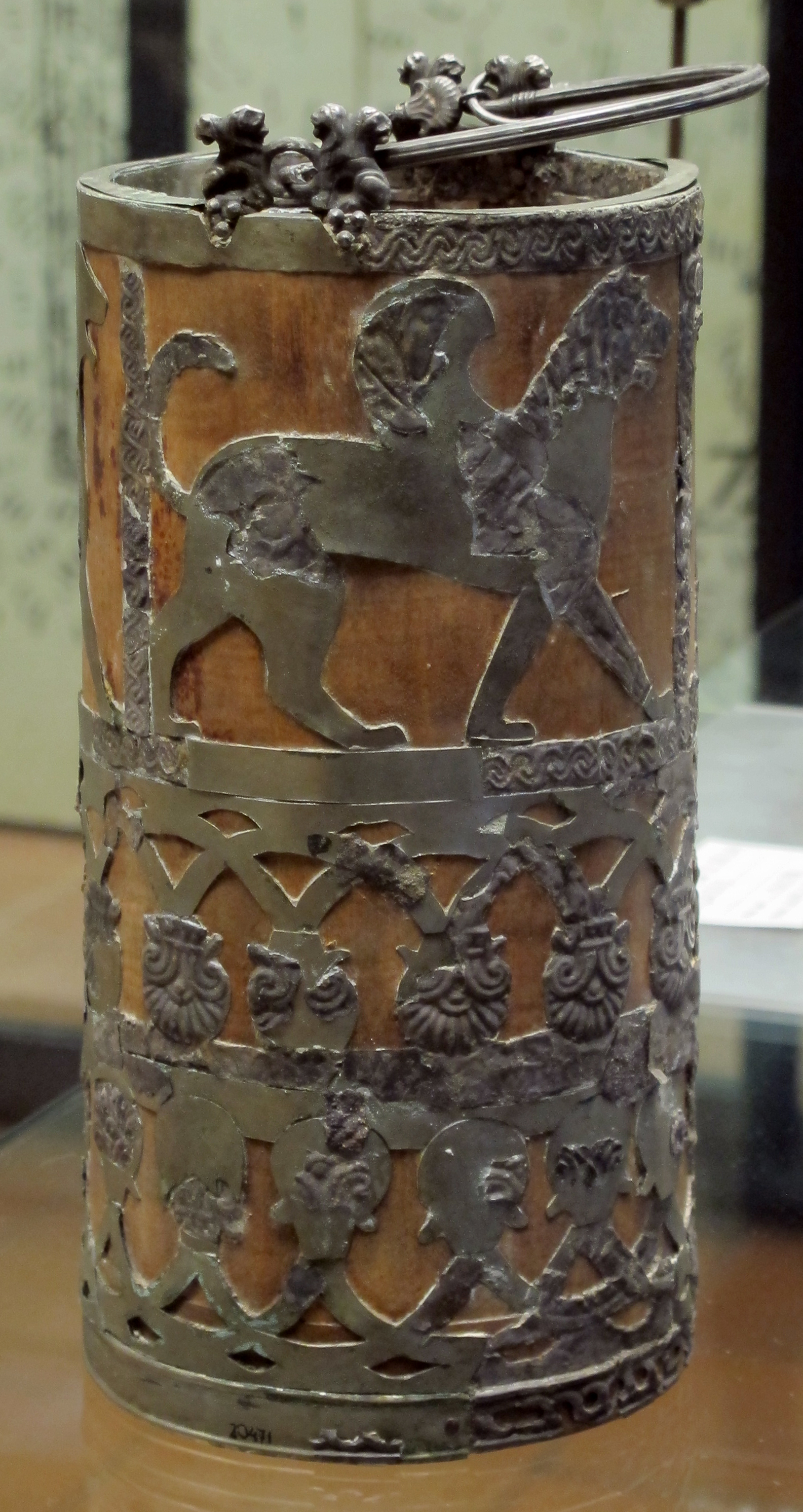
Vaso d'argento, 650 a.C

La tomba Regolini-Galassi è una tomba etrusca a camera rinvenuta nella necropoli del Sorbo a Cerveteri, l'antica città di Caere, che prende il nome dai suoi scopritori: il generale Vincenzo Galassi e l'arciprete di Cerveteri Alessandro Regolini, che la ritrovarono completamente intatta nel 1836.

## Descrizione
La tomba consta di un dromos, un corridoio lungo 37 m e largo 1.8 m, che termina nella camera funeraria principale di forma rettangolare; prima di questa, si trovano altre due camere funerarie, più piccole e di forma ovale. La porzione inferiore della tomba è tagliata nel tufo, mentre la porzione superiore è costruita con blocchi di pietra squadrati, che hanno creato uno sbalzo risultante dallo sviluppo dei blocchi di pietra uno sopra l'altro.
La tomba fu interamente ricoperta da un tumulo di 46 m., che inglobava altre cinque tombe probabilmente appartenute alla stessa famiglia, che le conferì una facciata monumentale.
Stando all'architettura e gli oggetti rinvenuti, che comprendono un corredo di paioli di bronzo e monili in oro di origine etrusca di foggia orientale, la tomba è il luogo di sepoltura di una delle famiglie etrusche più ricche della città.

## Reperti
Gli scavi del sito hanno riportato alla luce i resti di tre corpi, tra i quali quello di una donna aristocratica deposta nella cella finale, e quello di un uomo cremato nella cella di destra. Assieme a questi, sono stati ritrovati un ricco corredo funebre che include gioielli in oro, argenterie, oggetti in bronzo e oro, ceramiche di origine fenicia-cipriota e tre carri:  una biga, un carro per passeggeri seduti e uno da trasporto pesante. Una piccola anfora d'argento reca l'iscrizione etrusca mi larthia (io sono di Larth), indicando così il probabile nome del principe etrusco.
La maggior parte degli oggetti mostra motivi decorativi riconducibili all'età villanoviana del VII secolo a.C., tra cui una grande fibula adornata con cinque piccoli leoni raffigurati in movimento ed una placca di 25 cm decorata con animali di origine orientale. La tecnica di forgia della fibula è stata definita maestosa, così come quella delle ciotole fenice in metallo.
Le influenze orientali sono marcatamente presenti nella tomba, fondendo i costumi etruschi con quelli greci e delle popolazioni del Mediterraneo orientale. L'impiego di una quantità variegata di materiali per la realizzazione dei suppellettili, come ferro, stagno, rame, argento e oro, è una dimostrazione dell'importanza mineraria dell'area, che ha visto gli insediamenti villanoviani svilupparsi passando dall'essere delle piccole comunità agricole a città che costituivano dei veri e propri centri nevralgici dell'economia.
A seguito degli scavi archeologici della tomba, i reperti vennero inizialmente poste al sicuro in una stanza della residenza del Generale Galassi, figura di spicco dell'armata papale, per poi essere vendute al Vaticano, dove oggi sono visibili nel Museo Gregoriano Etrusco.
L'elenco dettagliato dei ritrovamenti della tomba fu pubblicato da Luigi Grifi nel 1841.